# Bram Verbist
Bram Verbist (Anversa, 5 marzo 1983) è un allenatore di calcio ed ex calciatore belga, di ruolo portiere.

## Palmarès

### Giocatore

#### Competizioni nazionali
- Coppa del Belgio: 1

Germinal Beerschot: 2004-2005